# János Gundel
János Gundel,  (ur. 3 marca 1844 w Ansbach, zm. 28 grudnia 1915 w Budapeszcie) – węgierski restaurator i założyciel znanej rodziny restauratorów, kawaler Orderu Franciszka Józefa. W latach 1876–1911 był prezesem Budapeszteńskiego Branżowego Stowarzyszenia Hotelarzy i Restauratorów, (Budapesti Szállodások, Vendéglősök és Korcsmárosok Ipartársulat).

## Życiorys
Urodził się jako Johann Adam Michael Gundel. Jego ojciec Johann był piekarzem w bawarskim Ansbachu, a matką Anna Schwartz. Gdy miał 10 lat zmarł mu ojciec. W 1855 r. zaczął naukę w miejscowej Szkole Rolniczej i Przemysłowej. Matka i ojczym nie byli w stanie ponosić kosztów nauki przez dłuższy czas. W 1857 r. pojechał z przyjaciółmi na Węgry. 

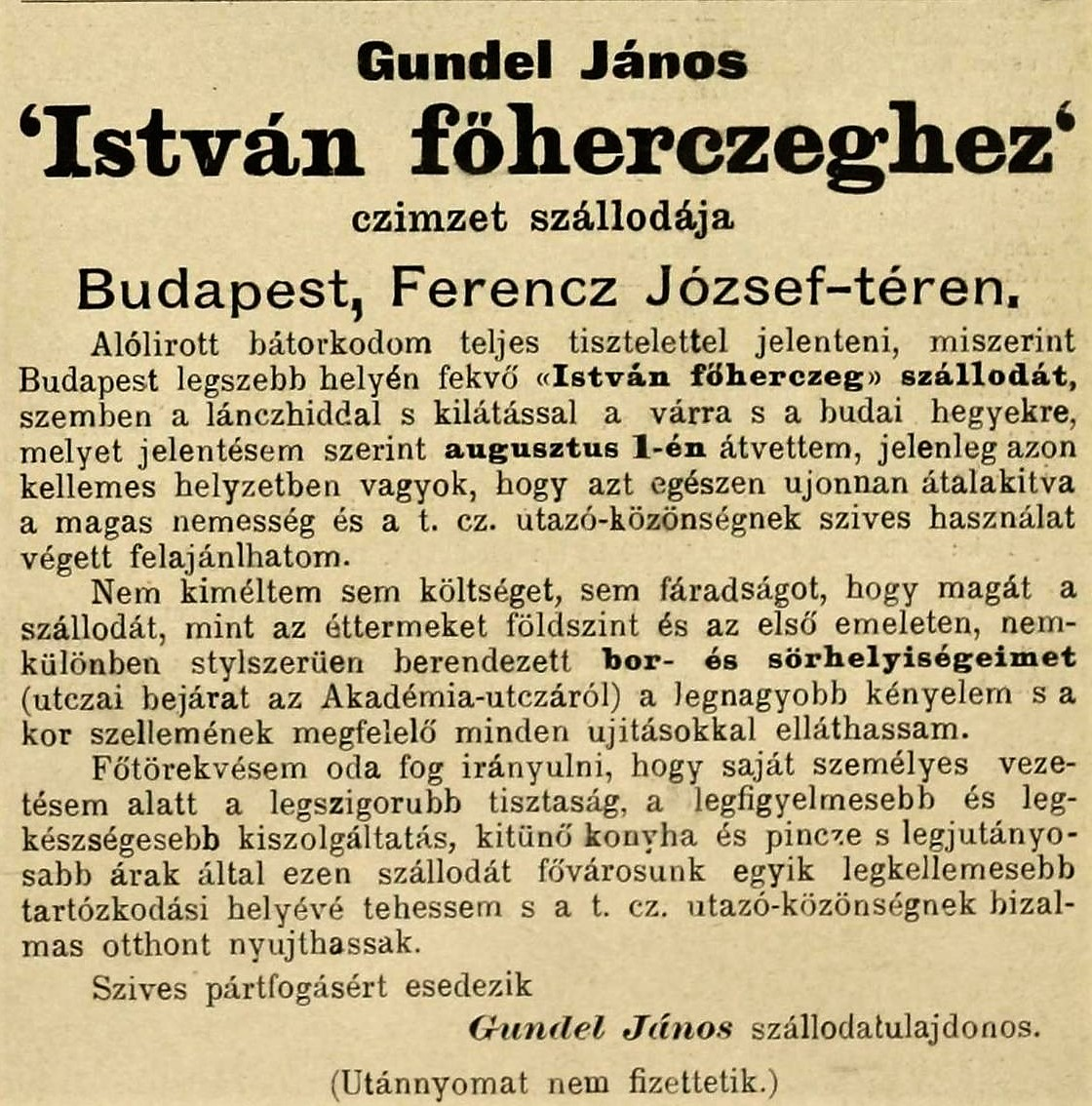
Ogłoszenie o rozpoczęciu przez Jánosa Gundela działalności jako właściciela hotelu István föherczeg, 29 września 1889 r.

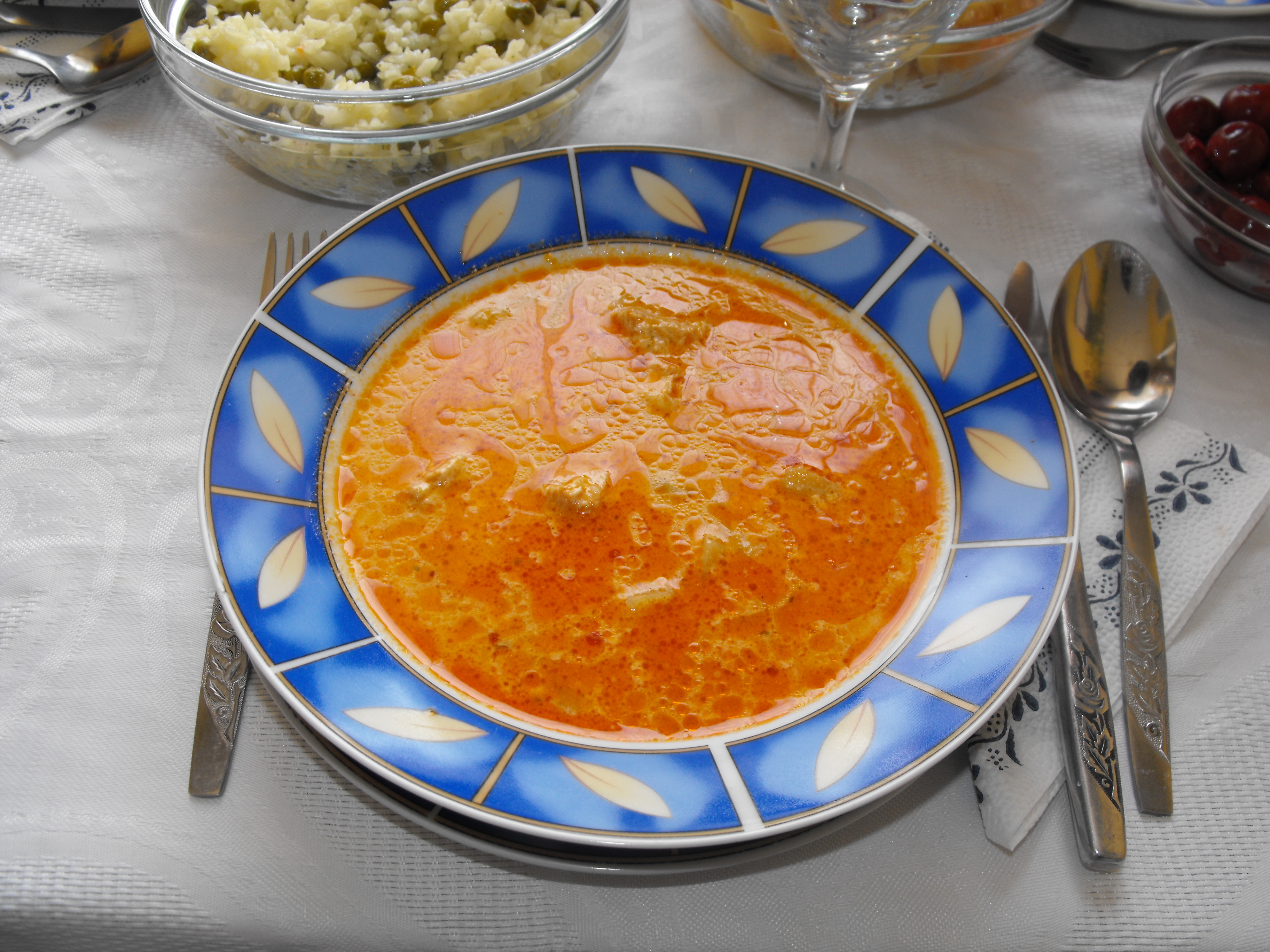
Talerz zupy palócleves

Zaczął tam pracę u szwagra swojego ojczyma Georga Gärtnera, jako pikolo. W tym samym roku był kelnerem w peszteńskiej piwiarni Téli Sörház, a w następnym roku trafił do restauracji Arany Sas. W 1869 r. usamodzielnił się, kupując z posagu żony restaurację Bécsi Sörház na ulicy Király (obecnie Majakovskij utca). Specjalnościami lokalu był tafelspitz, sznycel wiedeński, beuschel (potrawka z płucek i serc cielęcych) i austriackie piwo. 
W 1871 przejął położoną przy placu József tér restaurację Virágbokor Vendéglő i prowadził ją przez 8 lat. Stałymi jej bywalcami byli znani artyści, lingwiści, nauczyciele akademiccy i politycy, a wśród nich malarz Károly Lotz, kompozytor Ferenc Liszt, pisarz Kálmán Mikszáth, polityk Dezső Szilágyi, premier Kálmán Tisza i jego syn, przyszły premier, István Tisza. 
W 1875 r. kupił także hotel Erzsébet Királyné.
W 1876 r. został prezesem Budapeszteńskiego Branżowego Stowarzyszenia Hotelarzy i Restauratorów. 
W 1882 r. wybrano go na członka budapeszteńskiego stołecznego komitatu legislacyjnego. 
W 1885 r. otrzymał krzyż rycerski Orderu Franciszka Józefa.
W 1889 r. nabył hotel István Főherceg Szálloda.
W 1900 r. został nagrodzony srebrnym medalem na wystawie światowej w Paryżu. 
Kreacją Jánosa Gundela była zupa palócleves, gotowana na udźcu baranim z fasolką szparagową i innymi warzywami, zaprawiana śmietaną, którą stworzył na cześć pisarza i publicysty Kálmána Mikszátha, znanego jako "największy Połowiec", (legnagyobb palóc). Kálmán Mikszáth poprosił Gundela, by zaskoczył go zupą, której nigdy wcześniej nie jadł. 

Nie czuję się tak, jak restaurator sprzedający dania i napoje za pieniądze, ale jak węgierski gospodarz, którego dom goście uhonorowali swoją wizytą.

## Małżeństwo i potomkowie
28 kwietnia 1869 r. János Gundel poślubił Annę Katalin Evelin Kommer w peszteńskim kościele parafialnym pw. Marii Panny. Ojcem panny młodej był peszteński restaurator Antal Kommer, a matką Katalin Richter. Z ich małżeństwa urodziło się pięcioro dzieci, z których Károly kontynuował rodzinny fach. W 1910 r. wydzierżawił restaurację Wampetics w budapeszteńskim parku Városliget, poprzedniczkę dzisiejszej restauracji Gundel. Miał też 13 wnuków i 26 prawnuków, a wśród nich aktorów Zoltána Latinovitsa i Istvána Bujtora oraz muzyka rockowego Károlya Frenreisza. Wśród licznych prawnuków jest znany węgierski dziennikarz sportowy i prezenter Gábor Gundel Takács.

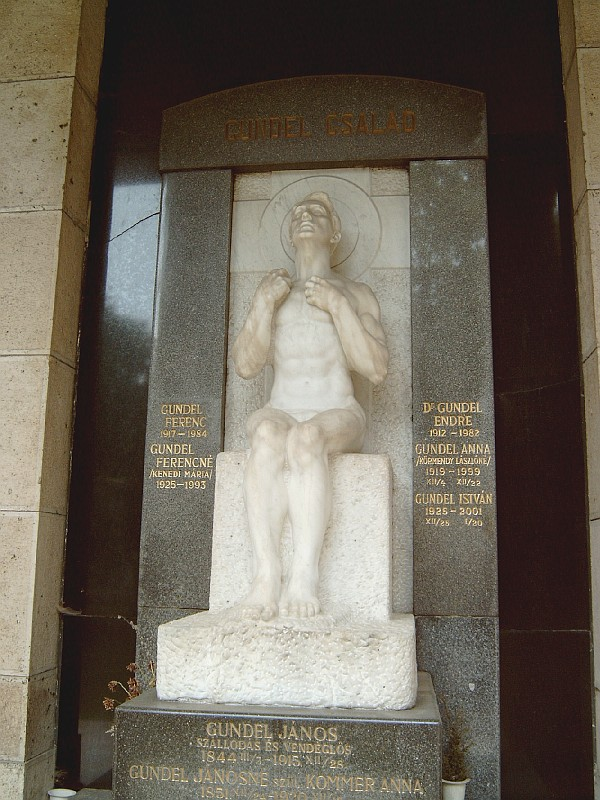
Grobowiec rodzinny Gundelów w Budapeszcie na cmentarzu Fiumei úti Nemzeti Sírkert